# Enrique Sánchez de León
Enrique Sánchez de León Pérez (Badajoz, 9 de junio de 1934 - Madrid, 5 de abril de 2025) fue un abogado y político español, ministro de Sanidad y Seguridad Social en el primer Gobierno de Adolfo Suárez tras las elecciones generales de 1977.

## Biografía
Nació circunstancialmente en Badajoz en 1934, aunque es considerado natural de Campillo de Llerena. Licenciado en Derecho en la Universidad de Madrid, se especializó en derecho sindical e ingresó en 1960 en el Cuerpo Superior de Inspectores de Trabajo y Seguridad Social del Ministerio de Trabajo donde permaneció hasta 1971, ocupando la delegación del ministerio en Orense, Málaga y Guipúzcoa.
En 1971 se convirtió en procurador de las Cortes franquistas. En el primer Gobierno de la monarquía, fue nombrado director general de Ordenación de la Seguridad Social y, posteriormente, director general de Política Interior (1976-1977) a las órdenes del ministro Rodolfo Martín Villa.
Líder de Acción Regional Extremeña (AREX), formación política integrada en Unión de Centro Democrático (UCD), fue diputado en el Congreso por la circunscripción de Badajoz en la legislatura constituyente y en la I legislatura.
Entre el 4 de julio de 1977 y el 5 de abril de 1979 fue ministro de Sanidad y Seguridad Social, puesto desde donde modernizó el Instituto Nacional de Salud (INSALUD).[cita requerida] Tras la disolución de la UCD, se incorporó en 1984 al Centro Democrático y Social, partido fundado por Adolfo Suárez.
Tras su paso por el ministerio, fue presidente del Consejo de Administración de Campsa. Se mantuvo en el consejo de la empresa pública hasta 1983.
En 1982 fundó su propio despacho de abogados, Sánchez de León Abogados, en el que trabajó tras dejar la política hasta algunos años atrás.
Desde entonces, se ha ocupado escribiendo artículos y columnas, e incluso numerosos libros, entre los que destaca su obra más reciente: 'Esos impertinentes reformistas de la Transición' (Almuzara, Córdoba).[cita requerida]
También ha participado en conferencias sobre política y derecho.[cita requerida]
Murió en Madrid a los 90 años, pero sus restos ya descansan en Badajoz.

## Vida privada
Se casó con Santa García, nacida en Extremadura. Con ella tuvo cinco hijos: Enrique, Luis Daniel, Miguel Ángel, María de los Ángeles y Santa, por los cuales, tiene también trece nietos.
Desde los años 1970 residió en Madrid, donde tenía su despacho de abogados, y donde falleció.
Era aficionado del Atlético de Madrid, llegando a ser vicepresidente del club entre julio de 1980 y marzo de 1981. También intentó, sin éxito, presidirlo, pero fue derrotado por Jesús Gil en las elecciones de junio de 1987.

## Distinciones
- Gran Cruz de la Real y Muy Distinguida Orden de Carlos III (1979).[11]
- Hijo Predilecto de Badajoz (2016).[12]